# Tulio Gómez
Tulio Alberto Gómez Giraldo (Manizales, 28 de mayo de 1959) es un empresario y político colombiano. Fue el fundador de la cadena de supermercados colombiana Super Inter (empresa que pasó a ser parte del Grupo Éxito). Actualmente se desempeña como el máximo accionista del equipo de fútbol de Colombia América de Cali, del cual fue su presidente entre los años 2016 y 2018.

## Biografía
Nació en la ciudad de Manizales, el 28 de mayo de 1959. A los 12 años de edad se fue a vivir con sus padres y sus ocho hermanos a la ciudad de Cali, lugar dónde conoció a su actual esposa, Myriam Giraldo. En 1984 nació la primera de sus dos hijas, Marcela y unos años después nacería Melissa. 
Gómez inició su carrera trabajando con su tío, el cual tenía un granero en el Barrio Obrero de la ciudad de Cali, dónde descubrió su faceta de comerciante, por lo que empezó a negociar con alimentos en tiendas de barrio, luego en las galerías de Santa Elena y la Floresta, hasta llegar a cerrar su primer negocio grande, como dueño de la cadena de supermercados Súper Inter en el año 1990, una de las empresas más representativas de la ciudad.
En 2014 compró unas pocas acciones en el club deportivo América de Cali por consejo de su esposa, más adelante, adquiriría el 53% de las acciones del club, lo cual le permitió ser su mayor accionista y tomar todas las decisiones dentro de la institución. El 10 de mayo de 2016 se convirtió en el nuevo presidente del América, luego de que quedara concluida la era de Oreste Sangiovanni. Tulio Gómez fue uno de los hombres artífices en el ascenso del América de Cali en el año 2016 a la máxima categoría del fútbol colombiano, junto con el director técnico del equipo en aquel año Hernán Torres, tras pasar cinco años en la segunda división.
Tulio Gómez es cuñado y socio del también empresario y propietario de la cadena de almacenes SurtiMax y máximo accionista del Independiente Medellín Raúl Giraldo, con quien inició su travesía en la adquisición y fundación de supermercados, así como también en la inversión en el deporte.
Actualmente, es propietario de distintas empresas, entre las cuales se destacan Don Tulio Carnes Gourmet, Taggo Constructora, La Arepería y Agromercados La Montaña, esta última la cual montó en Cali, ocupando gran parte de los locales dónde operaba la hoy extinta cadena almacenes La 14.